# Kurát
Kurát je zastaralé označení pro výpomocného kněze, užívané dříve zřídka pro farního vikáře (tehdy většinou označovaného jako kaplan, oficiálně vicarius cooperator) a ve specifickém významu pak pro vojenského kněze (tzv. polní kurát, feldkurát), tedy funkci dnes označovanou jako vojenský kaplan, dříve též polní vikář.

## Historie
Před první světovou válkou bylo v tehdejším Rakousku-Uhersku celkem 15 vojenských farností (jejich území byla shodná s vojenskými okresy) v čele s vojenskými faráři. Jim bylo podřízeno 36 polních kurátů, sloužících ve vojenských nemocnicích a vojenských ústavech a při některých posádkách, a 63 vojenských kaplanů, přidělených podle potřeby jednotlivým vojenským útvarům. Vojenští duchovní byli v habsburské monarchii součástí zvláštního apoštolského vikariátu pro armádu.

## Etymologie
Z latinského curare (starat se o něco/někoho, pečovat o někoho, léčit někoho). V tomto smyslu kurát pečuje o duše svých „oveček“. V češtině existují podobná slova kurátor, popř. neformální (vy)kurýrovat.

## Jiný význam
- oblast, ve které kurát působí
- Statoid (v tomto případě administrativní jednotka) San Marina. Celkem je jich v San Marinu 43, jedná se de facto o farnosti, pouze s tímto názvem (italsky curazie).